# Abdelmoumene Dahgal
 (juin 2021).
Si vous disposez d'ouvrages ou d'articles de référence ou si vous connaissez des sites web de qualité traitant du thème abordé ici, merci de compléter l'article en donnant les références utiles à sa vérifiabilité et en les liant à la section « Notes et références ».
Abdelmoumene Dahgal (en arabe : عبد المومن دحقال) est un footballeur algérien né le 7 mars 1972 à Batna. Il évoluait au poste de milieu de terrain.

## Biographie
Il évolue en première division algérienne avec le club du CA Batna. Il dispute 43 matchs en inscrivant deux buts en Ligue 1.

## Palmarès
CA Batna
- Coupe d'Algérie :
  - Finaliste : 1996-97.